# Haploniscus obtusifrons
Haploniscus obtusifrons är en kräftdjursart som beskrevs av Chardy 1974. Haploniscus obtusifrons ingår i släktet Haploniscus och familjen Haploniscidae. Inga underarter finns listade i Catalogue of Life.